# Pop Goes the Weasel
Pop Goes the Weasel ou Pop! Goes the Weasel est une chanson enfantine anglaise. Elle est attestée pour la première fois en 1852.
Elle est souvent utilisée dans les diables en boîte. Elle a été enregistrée en 1960 par Bing Crosby sur son album 101 Gang Songs (en) et par Anthony Newley en 1961 pour un single qui s'est classé no 12 des ventes au Royaume-Uni.

## Paroles
Il existe de nombreuses variantes des paroles de Pop Goes the Weasel. La version la plus commune du premier couplet en Angleterre est la suivante :
Half a pound of tuppeny rice,

Half a pound of treacle.

That's the way the money goes,

Pop! goes the weasel.

## Culture populaire
- Les Beatles ont enregistré une version beat de Pop Goes The Weasel comme thème musical de l'émission de radio de la BBC Light Programme Pop Go The Beatles[2]. Le groupe britannique a enregistré le jingle le 24 mai 1963; l'émission fut en ondes les mardis à 17h, du 4 juin au 24 septembre 1963[3],[4].